# Papilio mahadeva
Espèce
Papilio mahadeva est une espèce de lépidoptères (papillons) de la famille des Papilionidae. L'espèce vit en Indochine et dans le sud de la Chine.

## Systématique
L'espèce Papilio mahadeva a été décrite pour la première fois en 1878 par Moore dans Proceedings of the general meetings for scientific business of the Zoological Society of London.